# Wireless Hill Park
Wireless Hill Park är en park i Australien. Den ligger i delstaten Western Australia, nära delstatshuvudstaden Perth.
Runt Wireless Hill Park är det mycket tätbefolkat, med 1 754 invånare per kvadratkilometer.. Närmaste större samhälle är Perth, nära Wireless Hill Park. 
Runt Wireless Hill Park är det i huvudsak tätbebyggt. Genomsnittlig årsnederbörd är 1 018 millimeter. Den regnigaste månaden är maj, med i genomsnitt 176 mm nederbörd, och den torraste är februari, med 9 mm nederbörd.